# Station Lindhorst (Schaumb-Lippe)
Station Lindhorst (Schaumb-Lippe) (Bahnhof Lindhorst (Schaumb-Lippe)) is een spoorwegstation in de Duitse plaats Lindhorst in de deelstaat Nedersaksen. Het station ligt aan de spoorlijn Hannover - Minden. 

## Indeling
Het station heeft twee zijperrons, die niet zijn overkapt maar voorzien van abri's. De perrons zijn verbonden via een fiets- en voetgangerstunnel, die ook de straten Bahnhofstraße en Am Holzplatz verbindt. De baanvaksnelheid is op de spoorlijn 200 km/uur, waardoor een deel van de perrons afgestreept is in verband met de veiligheid. Aan beide zijden van de sporen zijn er fietsenstallingen en parkeerterreinen. Aan de straat Bahnhofstraße ligt de bushalte van het station.

## Verbindingen
Het station is onderdeel van de S-Bahn van Hannover, die wordt geëxploiteerd door DB Regio Nord. De volgende treinserie doet het station Lindhorst aan:
| Serie | Treinsoort             | Route                                                                                        | Bijzonderheden |
| ----- | ---------------------- | -------------------------------------------------------------------------------------------- | -------------- |
| S1    | S-Bahn (DB Regio Nord) | Minden (Westf) – Lindhorst – Haste – Seelze – Hannover Hbf – Weetzen – Barsinghausen – Haste |                |

Hannover Hbf ·
Hannover-Nordstadt ·
Hannover-Leinhausen · 
Letter ·
Seelze ·
Dedensen/Gümmer ·
Wunstorf ·
Haste ·
Lindhorst ·
Stadthagen ·
Kirchhorsten ·
Bückeburg ·
Minden (Westf) ·
Porta Westfalica ·
Bad Oeynhausen ·
Löhne (Westf) ·
Hiddenhausen-Schweicheln ·
Herford ·
Brake ·
Bielefeld Hbf ·
Brackwede ·
Isselhorst-Avenwedde ·
Gütersloh Hbf ·
Rheda-Wiedenbrück ·
Oelde ·
Neubeckum ·
Ahlen (Westf) ·
Heessen ·
Hamm (Westf)